# Эрпенбек, Фриц
Фриц Э́рпенбек (нем. Fritz Erpenbeck; 6 апреля 1897, Майнц — 7 января 1975, Берлин) — немецкий писатель, публицист и актёр.

## Биография
Эрпенбек учился на слесаря в Оснабрюке и брал уроки актёрского мастерства. Участвовал в Первой мировой войне. Начиная с 1920 года выступал на сцене в Театре Лессинга и у Пискатора в Берлине, а также пробовал себя в качестве режиссёра и драматурга. В 1928 году женился на писательнице Хедде Циннер.
В 1927 году вступил в Коммунистическую партию Германии. С 1929 года занимался журналистской деятельностью, в 1931—1933 годах занимал должность главного редактора сатирического журнала «Красный перец» (нем. Roter Pfeffer).
В 1933 году эмигрировал в Прагу, в 1935 году вместе с супругой перебрался в СССР, где работал редактором нескольких изданий. В 1936 году снялся в эпизодической роли тюремного надзирателя в фильме «Борцы». Вступил в Национальный комитет «Свободная Германия», работал заместителем главного редактора радиостанции «Свободная Германия». Вошёл в группу Ульбрихта.
В 1945 году Эрпенбек вернулся в Германию, где в 1946 году вступил в СЕПГ. В 1946—1958 годах занимал работал на должности главного редактора журнала «Театр времени» (нем. Theater der Zeit) и «Театральная служба» (нем. Theaterdienst). Вместе с Бруно Хеншелем основал издательство Henschel Verlag. С 1951 года руководил главным отделом исполнительского искусства и музыки при Совете министров ГДР. В 1959—1962 годах занимал должность главного драматурга театра Фольксбюне в Берлине, затем занимался литературной деятельностью.
Могила Эрпенбека находится на Доротеенштадтском кладбище в Берлине. Именем Эрпенбека названа одна из улиц в берлинском районе Панков.
Фриц Эрпенбек — отец физика, философа и писателя Йона Эрпенбека, чья дочь Дженни Эрпенбек также стала писательницей.

## Сочинения
- Aber ich wollte nicht feige sein, рассказ, 1932
- Musketier Peters, рассказ, 1936
- Emigranten, роман, Москва, 1937
- Heimkehr, повесть, 1939
- Deutsche Schicksale, рассказы, 1939
- Kleines Mädel im großen Krieg, рассказ, 1940
- Gründer, роман, Москва, 1941 (т. 1)
- Gründer, роман (т. 2-3), Берлин, 1945 и 1949
- Lebendiges Theater, сочинения и литературная критика, 1949
- Wilhelm Pieck. Ein Lebensbild, 1951
- M. Linzer (Hrsg.) Aus dem Theaterleben. Aufsätze und Kritiken, 1959
- Künstlerpension Boulanka, детективный роман, Gelbe Reihe 1964, экранизирован под названием «Пансион «Буланка»»
- Vorhang auf!, исторические рассказы, 1965
- Tödliche Bilanz, детективный роман, 1965
- Aus dem Hinterhalt, детективный роман, 1967
- Nadel im Heu, детективный роман, 1968
- Der Fall Fatima, детективный роман, 1969